# 주부산 일본 총영사관
주부산 일본 총영사관(일본어: 在釜山日本国総領事館)은 일본 정부가 대한민국 부산광역시에 설치한 총영사관이다. 부산 도시철도 1호선 초량역 인근에 위치하고 있다. 현임 총영사는 마루야마 고헤이(일본어: 丸山 浩平)이다.

## 연혁
- 1965년 6월 22일 : 도쿄에서 한일 기본 조약이 체결됨
- 1966년 1월 16일 : 주부산 일본 총영사관 개설[2]

## 관련 부서
- 영사부
- 공보문화부
- 경제부
- 정무부

## 관할 구역
- 부산광역시
- 울산광역시
- 대구광역시
- 경상남도
- 경상북도[3]

## 영사 업무 시간
- 오전 : 09시 30분 ~ 12시 00분
- 오후 : 13시 30분 ~ 17시 00분

## 휴관일
- 매주 수요일, 토요일, 일요일
- 대한민국의 공휴일 전체
- 일본의 공휴일 중 일부

## 역대 총영사
1. 간바라 도미히코(일본어: 神原 富比古, 1966년 1월 ~ 1967년 11월)
2. 모리 준조(일본어: 森 純造, 1967년 11월 ~ 1972년 1월)
3. 다무라 사카오(일본어: 田村 坂雄, 1972년 1월 ~ 1976년 1월)
4. 아사다 다이조(일본어: 浅田 泰三, 1976년 8월 ~ 1978년 1월)
5. 후쿠다 고자부로(일본어: 福田 孝三郎, 1978년 6월 ~ 1981년 1월)
6. 하마나카 도시카즈(일본어: 浜中 季一, 1981년 4월 ~ 1983년 5월)
7. 요시다 키쿠오(일본어: 吉田 喜久夫, 1983년 5월 ~ 1984년 6월)
8. 안도 히로시(일본어: 安藤 浩, 1984년 7월 ~ 1986년 3월)
9. 누마타 준(일본어: 沼田 順, 1986년 4월 ~ 1989년 1월)
10. 우치오 시게루(일본어: 打尾 茂, 1989년 1월 ~ 1991년 3월)
11. 가와카미 도시유키(일본어: 川上 俊之, 1991년 6월 ~ 1993년 6월)
12. 마치다 미쓰구(일본어: 町田 貢, 1993년 9월 ~ 1996년 5월)
13. 히사이치 쇼조(일본어: 久一 昌三, 1996년 5월 ~ 1998년 3월)
14. 호리 다이조(일본어: 堀 泰三, 1998년 4월 ~ 2002년 3월)
15. 아베 다카야(일본어: 阿部 孝哉, 2002년 4월 ~ 2006년 2월)
16. 다미쓰지 슈이쓰(일본어: 民辻 秀逸, 2006년 2월 ~ 2011년 3월)
17. 요덴 유키오(일본어: 余田 幸夫, 2011년 5월 ~ 2013년 3월)
18. 마쓰이 사다오(일본어: 松井 貞夫, 2013년 4월 ~ 2016년 3월)
19. 모리모토 야스히로(일본어: 森本 康敬, 2016년 6월 ~ 2017년 7월)
20. 미치가미 히사시(일본어: 道上 尚史, 2017년 7월 ~ 2019년 8월)
21. 마루야마 고헤이(일본어: 丸山 浩平, 2019년 8월 ~ 현재)

## 같이 보기

### 일반 주제
- 한일 관계
- 주한 일본 대사관
- 주제주 일본 총영사관

### 부산에 설치된 다른 영사관
- 주부산 중국 총영사관
- 주부산 러시아 총영사관
- 주부산 카자흐스탄 총영사관
- 주부산 베트남 총영사관
- 주부산 미국 영사관
- 주부산 몽골 영사관
- 주한 타이베이 대표부 부산 사무처